# Владычино (Москва)
Владычино — бывшее село, вошедшее в состав Москвы в 1960 г. Находилось на территории современного района Вешняки.

## История
Село впервые упоминается в писцовой книге 1573 года как Владычно-Разсудовское. Землями села владел мужской Златоустовский монастырь, основанный в XV веке.
В 1620 году Владычино было селом с монастырским двором, конюшенным двором и двором приказчика. В середине XVII века в селе насчитывалось 16 крестьянских дворов и один бобыльский.
После секуляризации земель в 1764 году Златоустенский монастырь был лишён своих земель, и село Владычино перешло в ведение государственной Коллегии экономии. Крестьяне стали заниматься извозом, а крестьянки пряли лён и ткань для холстов.
При Павле I владельцем села стал граф Николай Александрович Зубов. При Александре I село опять вернулось в казенную собственность. В 1860-е годы село числилось в составе Выхинской волости, жители которой всё меньше занимались хлебопашеством и всё больше — кустарным производством лент и чулок и извозом в Москве. В 1879 году в селе находилось 79 дворов, в которых проживали 416 человек.
В 1913 году в селе была освящена часовня в честь 300-летия Императорского Дома Романовых. Службу совершил священник церкви села Кусково отец А. Смирнов. Каменная часовня была выстроена на средства местного крестьянина сельца Владычино Н. А. Столярова по проекту архитектора С. М. Ильинского.
К концу XIX века в селе проживало 615 человек, основными занятиями которых было ткачество, извоз, стирка белья. После 1917 года Выхинская волость была переименована в Ухтомскую, население значительно выросло за счёт приезжих.
В 1960 году Владычино вошло в состав Москвы и стала районом массовой жилищной застройки.